# The Flame and the Arrow
The Flame and the Arrow (bra: O Gavião e a Flecha; prt: O Facho e a Flecha) é um filme norte-americano de 1950, dos gêneros ação, romance e aventura, dirigido por Jacques Tourneur e estrelado por Burt Lancaster e Virginia Mayo.

## Notas sobre a produção

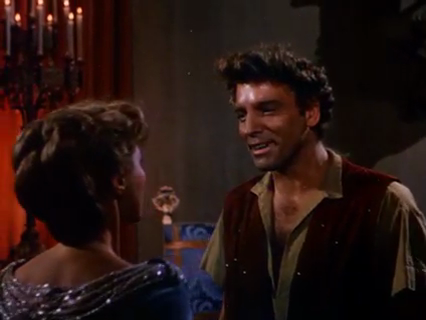
Burt Lancaster e Virginia Mayo em cena do trailer do filme

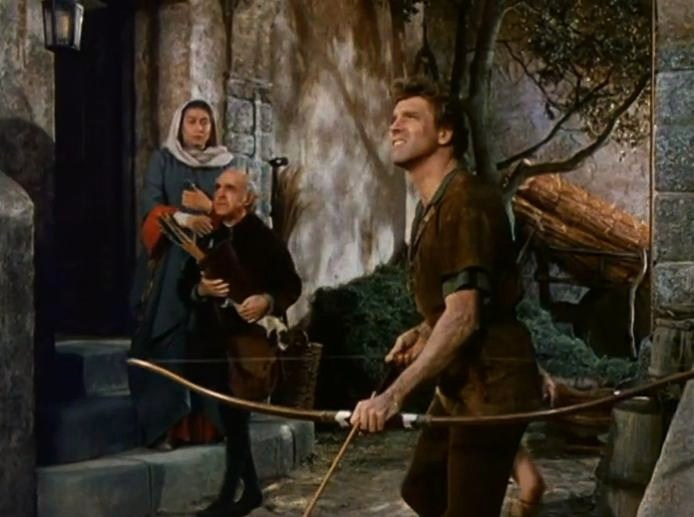
Aline MacMahon, Francis Pierlot e Burt Lancaster em outra cena do trailer do filme

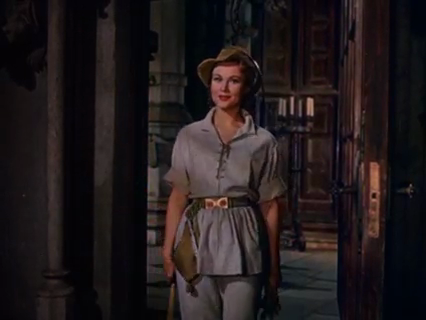
Virginia Mayo no trailer do filme